# バージンロード (テレビドラマ)
『バージンロード』（Virgin Road）は、1997年1月6日から3月17日までフジテレビ系の「月9」枠で、毎週月曜日21:00 - 21:54に放送された日本のテレビドラマ。主演は和久井映見と反町隆史。2010年2月17日にDVD-BOXが発売された。

## あらすじ
桜井和美は男手一つで育ててくれた父に内緒で仕事を辞めた。そして、ジュエリーデザイナーを目指すべくアメリカに留学したいと父・光に話すが、猛反対されてしまう。反対を押し切ってアメリカへ飛んだ和美はその後、ジュエリーデザイナーの東城亘に恋をし、妊娠した。しかし、男性は所帯持ちであることが判明し、妊娠を告げぬまま別れてしまった。
そんなある日、光が危篤との知らせを受け、和美は帰国する。具合が悪かった和美は成田行きの機内で隣の男性・吉見薫に嘔吐してしまう。以前、留学先で恋をした男性を紹介すべく、「次に帰国するときは婚約者を連れて行く」という旨の手紙を出していた和美は父を安心させる為、薫に一晩だけ偽の婚約者になって欲しいと頼む。
その頃光は、和美の帰りを楽しみにしていた。実は、ポリープの切除の際バリウムを大量に飲まされ気絶したのを危篤と誤って連絡されてしまっただけであった。帰宅した和美は、ピンピンしている上に婚約者を連れて来たことに怒り出す光を見て憤慨する。そんなとき、和美は再び気分が悪くなり倒れこむ。薫は、「飛行機に乗っているときから具合が悪くて。」と話す。それを聞いた蔦森美知につわりではないかと指摘され、薫と光は初めて和美の妊娠を知る。和美は倒れこみながらも子供を産むと宣言する。その夜、和美は全てを薫に話す。薫は、偽の父親役を続けることを決める。

## キャスト
桜井 （吉見）和美（さくらい（よしみ）かずみ）〈26〉
演 - 和久井映見（幼少時代：大島優子）
本作の主人公。1970年4月7日生まれ。ジュエリーデザイナーを目指して留学したアメリカで妻子持ちのジュエリーデザイナー：東城亘の子供を妊娠してしまう。他人には言いたいことの半分も言えない内弁慶だが、薫とは本音で喧嘩できる仲。父親譲りの頑固な性格で猪突猛進。家族仲は良好であったが実は光と血が繋がっていないことが発覚した。薫との結婚式中に産気づき、披露宴をキャンセルした。薫と結婚したため、吉見和美になったと同時に、母親となった。
吉見 薫（よしみ かおる）〈24〉
演 - 反町隆史（幼少時代：山田侑磨）
本作のもう一人の主人公。フリーのルポライター。幼い頃に母親に捨てられ施設で育っているせいか、年齢以上に達観したような部分がある。和美に偽の婚約者になって欲しいと頼まれ、最初は断ったものの興味本位で引き受ける。桜井家の温かさと、壁にぶつかってもまっすぐ生きる和美に徐々に惹かれていく。
後にエルサルバドルに行くこととなるが、テロに巻き込まれで帰国。帰国後、和美と再会し、プロポーズ。そして和美と、結婚。１児の父になる。また、和美と結婚したことに伴い、光が義理の父親となって、24年の人生の中で初めて「お父さん」と呼べる人ができた。
恩田 季里（おんだ きり）〈19〉
演 - 宝生舞
薫と同じ施設で育った幼馴染。薫のことが好き。薫が和美のところに行くのが嫌で、1年前に薫との子供を中絶したと嘘をついていた。
だが、桜井家の温かさを知り、和美と薫を応援することにした。薫と和美の結婚式で有川に「私、社長夫人ってのもいいな」という発言をしているため、有川のことが好きになったと思われる。
10話で桜井家に帰ってきたときは、髪にパーマをかけていたため、以前と雰囲気が変わっている。
有川 俊（ありかわ しゅん）〈35〉
演 - 寺脇康文
薫の友人で、有川出版の次期社長。偶然出会った和美に一目惚れする。和美にプロポーズをしたり、定期便を和美に送りつけたりしている。
薫と和美が結婚したことで失恋し、人生で初めての挫折を経験した。
季里からは、「ジュニア」と呼ばれている。
桜井 卓（さくらい たく）〈19〉
演 - 北原雅樹
和美の異父弟。和美との仲は良好。とても優しい性格。
大学2年生で工学部に通っている。薫とも仲がいい。薫と和美が結婚したことに伴って薫の義理の弟となる。
鳶森 美知（つたもり みち）〈44〉
演 - 余貴美子
美幸の妹で、和美、卓の叔母。母親のいない桜井家の母親役。
光とはとても仲が良く、光と肩を組んで歩くシーンがある。
津村の発言から、光に恋心を抱いていると思われる。
津村 忠臣（つむら ただおみ）〈42〉
演 - 古尾谷雅人
通称・おかまの臣さん。桜井家と交流のある、酒処「つくし」の主人。
「つくし」には、季里がバイトをしに来ている。
光とは小学校の頃からの付き合い。
和美のウエディングドレスのサイズを調節してることから、裁縫が得意であるとみられる。
また、小説版ではスニーカーヲタクである。
性自認は、女である。
桜井 光（さくらい こう）〈50〉
演 - 武田鉄矢
和美の父親。卓を産んでまもなく亡くなった妻に代わって男手一つで2人の子供を育てた頑固親父。自宅で「櫻井写真館」を経営している。最初は、和美と薫の結婚を断固として反対していたものの、最終的には結婚を認めた。薫がエルサルバドルへ行く際、空港に行き、「これ持って和美のところに戻ってこい」と指輪を渡した。
和美とは血が繋がっていないが、本当の娘として26年間育ててきた。
和美と薫の結婚で薫の義父となり、人生で初めて薫が「お父さん」と呼べる人となった。
光自身も、他の男の子供を妊娠している美幸と出会い、24歳で結婚している。

### ゲスト

#### 第1話
桜井 美幸（さくらい みゆき）〈没31〉
演 - 小野沢智子
和美、卓の母親。和美が7歳、卓が0歳のときに亡くなっている。
光と出会った時には、前の恋人（事故死した）との子供（和美）を妊娠していた。そのため光は、和美と血縁関係がない。
旧姓は蔦森。
その他
演 - 岡橋和彦、窪園純一、当山三郎、平井みき

#### 第2話
宮本産婦人科の医師
演 - 仙波和之
有川出版社員
演 - 山木正義（第3・5・最終話）

#### 第3話
Bijou Raffineの店主
演 - 佳那晃子
ジュエリー工房の店主。
その他
演 - 遠城啓輔、山口晃史、伊藤眞、番哲也

#### 第4話
東城 亘（とうじょう わたる）〈47〉
演 - 岩城滉一（第5 - 7話）
和美のお腹の中の子供の本当の父親。離婚調停中で、再会した和美にプロポーズする。
アメリカに帰国する際、「僕は運命の相手じゃない」と和美に手紙を出している。
野々村
演 - 矢島健一（第6、最終話）
和美が通う産婦人科の医師。
看護婦
演 - 阿部朋子（第5話）
和美が通う産婦人科の看護婦。
夫婦
演 - 松本明代、伊藤哲哉（最終話）
和美が通う産婦人科で見かけた夫婦。

#### 第6話
東城 誠
演 - 明石亮太朗
東城の息子
東城の秘書
演 - 寺岡洋征、鈴木小百合（第7話）

#### 第9話
桜井写真館の客
演 - 花原照子（最終話）

#### 第10話
広瀬 学
演 - 世良公則
戦場カメラマン。薫に、自分のアシスタントとしてエルサルバドルに行かないかと持ちかける。
看護婦
演 - 須永千重
三崎ヶ浜病院精神科の看護婦。

#### 最終話
有川出版社員
演 - 今井香江、合原裕人、佐々木英人
その他
演 - 福田浩平、折笠冨美子、山崎満

## スタッフ
- 脚本 - 龍居由佳里
- 演出 - 光野道夫、木村達昭
- 主題歌 - 安室奈美恵「CAN YOU CELEBRATE?」
- 選曲 - 辻田昇司
- プロデュース - 栗原美和子
- 演出補 - 安見悟朗、西浦匡規、久保田哲史、大森美香
- プロデュース補 - 羽島健一、小泉力也、加藤恵美子
- 制作主任 - 谷正光、北田宏和
- 編成 - 和田行
- 広報 - 石田卓子
- 制作著作 - フジテレビ

## 放送日程
| 各話                                                       | 放送日  | サブタイトル                                               | 演出     | 視聴率 |
| ---------------------------------------------------------- | ------- | ---------------------------------------------------------- | -------- | ------ |
| story1                                                     | 1月06日 | 一晩だけの婚約者…失恋、父の危篤そして妊娠…                 | 光野道夫 | 21.3%  |
| story2                                                     | 1月13日 | 婚約者の謎、嘘の恋のはずなのに…                            | 光野道夫 | 20.1%  |
| story3                                                     | 1月20日 | 実は運命の人…嘘と本気で揺れる心                            | 木村達昭 | 19.3%  |
| story4                                                     | 1月27日 | 子供の命の危機!突然の父親の出現                            | 木村達昭 | 18.7%  |
| story5                                                     | 2月03日 | 再会、衝撃のプロポーズ                                     | 光野道夫 | 18.3%  |
| story6                                                     | 2月10日 | 嘘が発覚!愛の決断の時                                      | 光野道夫 | 20.7%  |
| story7                                                     | 2月17日 | 新たな恋、嫉妬、裏切り                                     | 木村達昭 | 20.1%  |
| story8                                                     | 2月24日 | 命の場所で哀しい別れ…隠された出生の秘密                    | 木村達昭 | 21.0%  |
| story9                                                     | 3月03日 | 傷ついた孤独な夜に衝撃の愛の告白                           | 光野道夫 | 21.5%  |
| story10                                                    | 3月10日 | 最後の約束…二人の涙の決意と誓い                            | 木村達昭 | 22.8%  |
| Final story                                                | 3月17日 | 幻の花嫁、彼だけを想って… 哀しみの一歩、運命の扉を開ける時 | 光野道夫 | 28.3%  |
| 平均視聴率 21.1%（視聴率は関東地区・ビデオリサーチ社調べ） |         |                                                            |          |        |

- 初回・最終回は21時 - 22時24分の30分拡大放送。

## 受賞
- 第7回TV LIFE年間ドラマ大賞[2]
  - 主題歌賞（安室奈美恵）
  - 作品賞

## その他
- オープニングタイトルでは、出演者と共に主題歌を歌う安室と作曲者の小室哲哉も出演していた。オープニングに安室が出演したのは、ディレクターの光野道夫が「CAN YOU CELEBRATE?」が結婚式で流れる曲になってほしいと思い、だったら本人も出たほうがいいと考えたため[3]。
- 同時期の1997年2月10日放送の『HEY!HEY!HEY!』の安室のCHAMPトークパートではダウンタウンが本作のOPVTRに対し浜田は『和久井映見のドラマなんですけど、小室さん居るでしょ、ほら次…(安室)関係無いやん!』、松本は安室のバックコーラスを『両端MAXや!』ボケとツッコミを入れながらイジっており、今の喋りを副音声に入れて欲しいとイジリを締めた。
- 最終話は和美（和久井）と薫（反町）の結婚→和美の出産、というストーリーだったが、ラストのスタッフロールでは光（武田）がねだって、和美、薫、光らが馬車でパレードするという設定で、河田町にあった当時のフジテレビ本社や社屋周辺の商店街「フジテレビ通り」（移転後に「あけぼのばし通り」へ改称）を大勢の群衆の祝福の中パレードするロケ撮影が行われた。これは、フジテレビが河田町から台場へ社屋移転することを記念したもので、河田町社屋では当時の社員や露木茂などアナウンサーもロケに参加。凱旋門（正門）方面に向かう馬車が、当時の同局社長である日枝久（友情出演）の前で停まって、光と日枝が会話を交わすシーンもある。最後は光が馬車の運転手に「じゃ、お台場まで」と言って終わっている。なお、エンドロールには「エンディング協力」としてフジテレビ通り商店街・住吉町商工会・河田町・仲之町・フジテレビ社員の名前がクレジットされている。
- 先述したフジテレビの河田町から台場への本社移転が1997年3月10日にあったため、第10話と最終話は台場本社から送出された。
- 和美の少女時代という設定で出演していた大島優子は、『FNS名曲の祭典 秘蔵映像で振り返る55年 -NO MUSIC, NO TV.-』で小室と共演した際、本作の主題歌「CAN YOU CELEBRATE?」について「ずっと心の中にあった」と語っている。